# Etiopská evangelická církev Mekane Yesus
Etiopská evangelická církev Mekane Yesus (angl. Ethiopian Evangelical Church Mekane Yesus, zkr. EECMY) je největší luterskou denominací na světě; působí v Etiopii. Sousloví Mekane Yesus znamená v klasické etipštině Ježíšovo místo (resp. Ježíšův dům).
Luterské misie byly v Etiopii činné od sklonku 19. století. Jako samostatná denominace existuje Etiopská evangelická církev Mekane Yesus od roku 1959.
V roce 2016 měla 8,3 milionů pokřtěných členů.
Je charakteristická tzv. holistickou teologí, jejímž nejvýznamnějším reprezentantem byl Gudina Tumsa (1929–1979). V otázkách sexuální etiky zastává církev konzervativní postoje; ordinuje však ženy.